# Последняя любовь мистера Моргана
«После́дняя любо́вь ми́стера Мо́ргана» (англ. Mr. Morgan’s Last Love) — фильм 2013 года режиссёра и сценариста Сандры Неттельбек, снятый по книге La Douceur Assassine французской актрисы, сценаристки и писательницы Франсуазы Дорнер. В главных ролях Майкл Кейн и Клеманс Поэзи.

## Сюжет
Пожилой американский профессор Мэттью Морган одиноко и замкнуто живёт в Париже, когда-то он преподавал философию в университете. Жена, которую он очень любил, умерла несколько лет назад. Кажется, что всё главное в его жизни осталось в прошлом. Но однажды в автобусе ему, едва не упавшему, протянула руку помощи Полин — молодая, открытая, весёлая парижанка, преподавательница танцев. Ради неё он очень изменился - стал ходить на танцы, побрился, изменил свой образ жизни. Только вместе с ней мистер Морган чувствовал себя молодым, он будто заново начал жить.

## В ролях
| Актёр             | Роль                     |
| ----------------- | ------------------------ |
| Майкл Кейн        | Мэттью Морган            |
| Клеманс Поэзи     | Полин Лоби               |
| Джастин Кёрк      | Майлз Морган сын Мэттью  |
| Джейн Александер  | Джоан Морган жена Мэттью |
| Джиллиан Андерсон | Карен Морган дочь Мэттью |
| Ричард Хоуп       | филателист               |
| Анн Альваро       | Колетт Лери              |